# Prosopeia personata
Prosopeia personata és una espècie d'ocell de la família dels psitàcids que habita zones amb arbres, incloent terres de conreu i ciutats, de Viti Levu, a les illes Fiji. Antany també habitava a Ovalau.